# Громозека (фильм)

Главные герои. Кадр из фильма

«Громозека» — российская драма 2010 года режиссёра Владимира Котта о трёх друзьях — бывших одноклассниках, когда-то вместе игравших в школьном ВИА «Громозека» (название было составлено из фамилий участников: Громов, Мозеров и Каминский).
Фильм вошёл в основную конкурсную программу Международного Роттердамского кинофестиваля и XXII открытого российского кинофестиваля «Кинотавр», состоявшегося в июне 2011 года.

## Сюжет
Трое старых друзей встречаются в бане и на дежурный вопрос, как дела, отвечают друг другу «нормально». Однако у всех из них в жизни наступила тяжёлая полоса. Хирург Каминский проводит неудачную операцию по удалению аппендицита: у него на столе умирает мальчик. К тому же Каминский никак не может сказать своей жене, что у него давно есть любовница, его медсестра Саша. Саша же принимает решительные меры, приходит на приём к жене Каминского, работающей окулистом, и говорит ей о том, что они с Эдуардом хотят быть вместе и у них будет ребёнок. Жена уходит от Каминского, но он тяжело переживает этот разрыв.
У милиционера Громова тоже не всё в порядке в семье: сын занимается неизвестно чем, а жена, воспитательница детского сада, избегает его, к тому же к ней иногда приезжает какой-то мужчина. Из-за сокращения Громова переводят из отделения милиции охранником на мясокомбинат, хотя сам он мечтает об оперативной работе и поимке опасного убийцы.
Таксист Мозеров, вдовец, взрослая дочь которого живёт отдельно, внезапно узнаёт, что она снимается в порнофильмах. Он договаривается с местным криминальным авторитетом, чтобы дочь изуродовали, не причиняя ей сильной боли. Однако исполнитель задания, которым оказывается сын Громова, не только отказывается делать это, но и обещает наказать любого, кто тронет дочь Мозерова. Тогда сам Мозеров выливает на ноги дочери кипяток.
Провожая дочь в больницу, Мозеров мирится с ней. Громов приходит домой раньше времени и застаёт в подъезде любовника жены. В результате погони любовник умирает от сердечного приступа, и Громов с сыном вызывают «скорую» и возвращаются домой. Каминский из-за постоянного кашля делает себе флюорографию и видит у себя опухоль лёгкого, жить ему осталось около месяца. Он остаётся в хосписе и пытается покончить с собой.
В последней сцене герои (возможно, в сознании Каминского) воссоединяются как участники ВИА, исполняющие песню «Птица счастья завтрашнего дня». Каминский смотрит в зал, который совершенно пуст, там сидит только мальчик, которому он делал операцию.

## В ролях
- Николай Добрынин — Эдуард Петрович Каминский, хирург
- Борис Каморзин — Василий Петрович Громов, капитан милиции
- Леонид Громов — Мозеров, таксист
- Евгения Добровольская — Лариса Громова
- Ольга Онищенко — Елена Каминская
- Дарья Семёнова — Саша Палей, коллега Каминского
- Полина Филоненко — Лиза, дочь Мозерова
- Александр Пальчиков — Гоша, сын Громова
- Тимофей Трибунцев — Мишка-Архангел
- Владимир Торсуев — любовник Ларисы
- Юрий Торсуев — мужик в сауне
- Татьяна Мухина — мама мальчика
- Всеволод Спасибо — мальчик с аппендицитом
- Валерия Гай Германика — девка в такси
- Александр Голубков — парень в такси
- Алексей Ярмилко — обувных дел мастер
- Дмитрий Иосифов — доктор в хосписе
- Дмитрий Горевой — гот
- Донатас Грудович — гот
- Наталья Тетенова — Светлана, проститутка
- Яна Поплавская — аптекарша
- Галина Чурилина — эпизод
- Луиза Габриэла Бровина — Софья
- Ольга Прохватыло — работница мясного цеха

В эпизодических ролях в картине появились актёры, в своё время сыгравшие главные роли в известных советских детских фильмах: братья Торсуевы («Приключения Электроника»), Дмитрий Иосифов («Приключения Буратино») и Яна Поплавская («Про Красную Шапочку»). Сам режиссёр снялся в роли порнорежиссёра

## Съёмочная группа
- Режиссёр: Владимир Котт
- Сценарий: Владимир Котт
- Продюсер: Евгений Гиндилис
- Оператор-постановщик: Григорий Володин, Руслан Герасименков
- Художник-постановщик: Игорь Коцарев
- Художник по костюмам: Наталья Харитонова
- Композитор: Антон Силаев
- Звукорежиссёр: Евгений Горяинов

## Режиссёр о фильме
Мы в юности много мечтаем, но проходит время, и мы спокойно предаем свои мечты. Мы их забываем, или хотим забыть, как забываем и своё счастливое детство — искреннее, честное и радостное. Мы становимся толстокожими и нечувствительными к чужой боли, и прячем свою боль от самым близких людей, не надеясь, что нам могут помочь. Как дела? — спрашивают нас, а мы отвечаем легко и привычно — нормально… И мы никому не скажем, что на самом деле творится у нас в душе, и в нашей жизни. На все один ответ «Нормально». Мы просто привыкаем к одиночеству. Или уже привыкли. Мы думаем одно, говорим другое, а делаем третье… и самое удивительное, что нам это нравится…
— Владимир Котт